# Pat Torpey

Pat Torpey (Cleveland, 13 de dezembro de 1953 — 7 de fevereiro de 2018) foi um baterista americano, mais conhecido pelo seu trabalho como baterista da banda Mr. Big. Em 2014, foi diagnosticado com a doença de Parkinson, que o impossibilitou de excursionar com a banda Mr. Big em sua turnê, que promoveu o álbum The Stories We Could Tell.

## Discografia

### Solo
- Odd Man Out (1998)
- Odd Man Out: Y2K (1999)

### com Impellitteri
- Stand in Line (1988)

### com Mr. Big
- Mr. Big (1989)
- Lean into It (1991)
- Bump Ahead (1993)
- Hey Man (1996)
- Get Over It (1999)
- Actual Size (2001)
- What If... (2011)
- ...The Stories We Could Tell (2014)
- Defying Gravity (2017)

com Paul Gilbert
- King Of Clubs (1998)

com Velocity
- Impact (1998)

com The Knack
- Normal as the Next Guy (2001)

### com Richie Kotzen
- What Is... (1998)
- Change (2003)